# No Time to Chill
No Time To Chill (с англ. — «Не время расслабляться») — пятый студийный альбом группы Scooter, вышедший 20 июля 1998 года. Две композиции с альбома вышли в качестве отдельных синглов — «How Much Is The Fish?» (1998) и «Call Me Mañana» (1999), ещё два трека составили двойной сингл — «We Are The Greatest»/«I Was Made for Lovin’ You» (1998).
No Time To Chill стал первым альбомом, выпущенным группой в новом составе — вместо третьего участника Ферриса Бюллера пришёл Аксель Кун, что стало началом так называемой «Второй главы» в творчестве коллектива. Является самым известным на данный момент альбомом в дискографии группы после панъевропейского The Stadium Techno Experience, также была выпущена дополнительная версия «Limited Fan Edition».
В России альбом получил премию «Рекордъ» в номинации «Зарубежный альбом года».

## Песни
Мелодия, сделавшая популярной песню «How Much Is The Fish?», на самом деле является мотивом бретонской народной «Песни о сидре» (брет. "Son ar chistr"). Эта песня стала известна во всём мире благодаря французскому музыканту Алану Стивеллу, исполнившему её в 1970 году.
В композиции «We Are The Greatest» были использованы семплы из песни Break Machine — «Street Dance». Альбомная версия «Call Me Mañana» существенно отличается от той, что вышла в качестве сингла в 1999 году. В сингл-версии были использованы семплы L.A. Style — «James Brown Is Dead».
«I Was Made for Lovin’ You» — кавер-версия одноимённой песни группы Kiss. «Eyes Without A Face» — кавер-версия одноимённой песни Билли Айдола
В сингле Call Me Mañana B-side «Bramfeld» содержит семплы — Pilldriver (aka Marc Acardipane) — «Pitch-Hiker».

## Список композиций
Музыка, слова, аранжировка — Эйч Пи Бакстер, Рик Джордан, Аксель Кун, Йенс Теле. Текст — Эйч Пи Бакстер.
1. Last Warning (0:56) (Последнее предупреждение)
2. How Much Is The Fish? (3:46) (Почём рыба?)
3. We Are The Greatest (5:08) (Мы величайшие)
4. Call Me Mañana (3:55) (Позвони мне Завтра)
5. Don’t Stop (3:41) (Не останавливайся)
6. I Was Made for Lovin’ You (3:34) (Я был создан чтобы любить тебя)
7. Frequent Traveller (3:37) (Вечный путник)
8. Eyes Without A Face (3:19) (Глаза без лица)
9. Hands Up! (4:07) (Руки вверх!)
10. Everything’s Borrowed (5:15) (Всё заимствовано)
11. Expecting More From Ratty (4:11) (В ожидании большего от Ratty[5])
12. Time And Space (4:49) (Время и пространство)

No Time To Chill Limited Fan Edition
CD1
1. Last Warning (0:56)
2. How Much Is The Fish? (3:46)
3. We Are The Greatest (5:08)
4. Call Me Mañana (3:55)
5. Don’t Stop (3:41)
6. I Was Made for Lovin’ You (3:34)
7. Frequent Traveller (3:37)
8. Eyes Without A Face (3:19)
9. Hands Up! (4:07)
10. Everything’s Borrowed (5:15)
11. Expecting More From Ratty (4:11)
12. Time And Space (4:49)

CD2
1. "Valleé De Larmes (Axel Coon Remix — Previous Unreleased) 06:01
2. I Was Made for Lovin’ You (Previously Unreleased Remix) 03:32
3. I’m Ravin' (Previously Unreleased Remix) 05:20
4. We Are The Greatest (Extended)04:36
5. How Much Is The Fish? (Extended Fish) 05:25
6. How Much Is The Fish? (VIDEO)
7. We Are The Greatest (VIDEO)
8. I Was Made for Lovin’ You (VIDEO)
9. Special Advanced Scooter Screensaver

No Time To Chill — Limited edition 1 CD (также включает 1 плакат)

## Награды и места в чартах
До 2009 года No Time To Chill являлся рекордным альбомом для группы по месту, занятому в чарте Германии — 4 место, получил 6 золотых записей. В 2009 году его опередил альбом Under the Radar Over the Top, занявший 2-е место. Ниже представлены награды и достижения альбома в чартах.
- Венгрия —  Золото, 1
- Финляндия —  Золото, 1
- Польша —  Золото, 1
- Латвия —  Золото
- Словакия —  Золото
- Чехия —  Золото
- Германия — 4
- Швеция — 16
- Швейцария — 20
- Австрия — 27
- Норвегия — 28

## Синглы
В качестве синглов вышли 4 композиции с альбома, 2 из них составили двойной сингл — «How Much Is The Fish?», «We Are The Greatest»/«I Was Made for Lovin’ You» и «Call Me Mañana».
Примечание. В таблице под названием сингла указан номер в каталоге «Edel».
| Название                                              | Трек-лист | Награды |
| ----------------------------------------------------- | --- | --- |
| How Much Is The Fish? (1998) Art. Nr.: 0064855CLU     | 1. «How Much Is The Fish? (Radio Version)» (03:45) 2. «How Much Is The Fish? (Extended Version)» (05:23) 3. «How Much Is The Fish? (Club Fish)» (06:11) 4. «Sputnik» (03:06) CD single (2-track) 1. «How Much Is The Fish?» (3:45) 2. «How Much Is The Fish? — Extended Fish» (5:23) | - Бельгия — , 1 - Финляндия — , 2 - Германия — , 3 - Австрия — 9 - Израиль — 11 - Швейцария — 13 - Норвегия — 19 - Нидерланды — 21 - Швеция — 23 |
| We Are The Greatest/ I Was Made for Lovin’ You (1998) | 1. «We Are The Greatest» (03:27) 2. «I Was Made for Lovin’ You» (03:32) 3. «We Are The Greatest (Extented)» (04:35) 4. «Greatest Beats» (03:05) CD single (2-track) 1. «We Are The Greatest» (3:27) 2. «I Was Made for Lovin’ You» (3:32)                                            | - Германия — 26 - Австрия — 36 - Швеция — 45 - Нидерланды — 98                                                                                   |
| Call Me Maňana (1999)                                 | 1. «Heavy Horses Radio Mix» (03:40) 2. «Heavy Horses Extended Mix» (05:36) 3. «Bramfeld» (05:16) CD single (2-track) 1. «Call Me Mañana — Heavy Horses Radio» (3:40) 2. «Bramfeld» (5:16)                                                                                            | - Швеция — , 6 - Финляндия — 7 - Бельгия — 10 - Германия — 16 - Словения — 24 - Греция — 24 - Австрия — 24 - Швейцария — 25 - Дания — 28         |